# Ballard MacDonald
Ballard MacDonald, född 15 oktober, 1882, död 17 november, 1935, var en amerikansk textförfattare.
Han föddes i Portland, Oregon, bland hans sånger finns: 
"Beautiful Ohio", "Rose of Washington Square", "Second Hand Rose", "Parade of the Wooden Soldiers", "Back Home Again in Indiana", "The Trail of the Lonesome Pine", "Play That Barbershop Chord", "Clap Hands, Here Comes Charlie!", "Somebody Loves Me", "Bend Down, Sister", "Down in Bom Bombay" och "On the Mississippi".
Han var en välkänd medlem av American Society of Composers, Authors, and Publishers (ASCAP).